# Борисов, Юзик Иванович
Юзик Иванович Борисов (28.11.1933, Константиновск — 29.06.1999, Армавир) — токарь Армавирского опытного машиностроительного завода «Главнефтеснаба» РСФСР, Краснодарский край. Герой Социалистического Труда.

## Биография
Родился 28 ноября 1933 года в станице Константиновск Ростовской области.
Трудовую деятельность начал в 1950 году подсобным рабочим треста «Главнефтестроя» в городе Армавире.
После прохождения военной службы в Советской Армии с 1953 по 1956 годы вернулся к мирному труду на Армавирский машиностроительный завод «Главнефтеснаба» токарем.
Постоянно перевыполнял производственные задания, продукцию сдавал только отличного качества, плановые задания 7-й пятилетки (1966-1970) выполнил в 1969 году. Внедрил в производство 6 рационализаторских предложений.
Указом Президиума Верховного Совета СССР от 20 апреля 1971 года за выдающиеся успехи в выполнении заданий пятилетнего плана по обеспечению народного хозяйства нефтепродуктами, внедрение передовых методов труда и достижение высоких технических и производственных показателей Борисову Юзику Ивановичу присвоено звание Героя Социалистического Труда с вручением ордена Ленина и золотой медали «Серп и Молот».
Проживал в городе Армавире. Скончался 29 июня 1999 года похоронен в городе Армавир (Россия).

## Награды
- Золотая медаль «Серп и Молот» (20.04.1971);
- Орден Ленина (20.04.1971).
- Медаль «За трудовую доблесть»
- Медаль «В ознаменование 100-летия со дня рождения Владимира Ильича Ленина» (6 апреля 1970)
- и другими

## Память
- В Краснодаре установлена мемориальная доска с именами Героев Социалистического Труда Кубани и Адыгеи